# Kê Đông
Kê Đông (giản thể: 鸡东县; phồn thể: 雞東縣; bính âm: Jīdōng Xiàn) là một huyện thuộc địa cấp thị Kê Tây, tỉnh Hắc Long Giang, Trung Quốc.

### Trấn
| - Kê Đông (鸡东镇) - Bình Dương (平阳镇) - Hướng Dương (向阳镇) - Cáp Đạt (哈达镇) | - Vĩnh An (永安镇) - Vĩnh Hòa (永和镇) - Đông Hải (东海镇) - Hưng Nông (兴农镇) |

### Hương
- Hạ Lượng Tử (下亮子乡)

### Hương dân tộc
- Hương dân tộc Triều Tiên- Kê Lâm (鸡林朝鲜族乡)
- Hương dân tộc Triều Tiên- Minh Đức (明德朝鲜族乡)

### Khác
- Nông trường Bát Ngũ Nhất Linh (31/8) (八五一零农场)